# お登勢

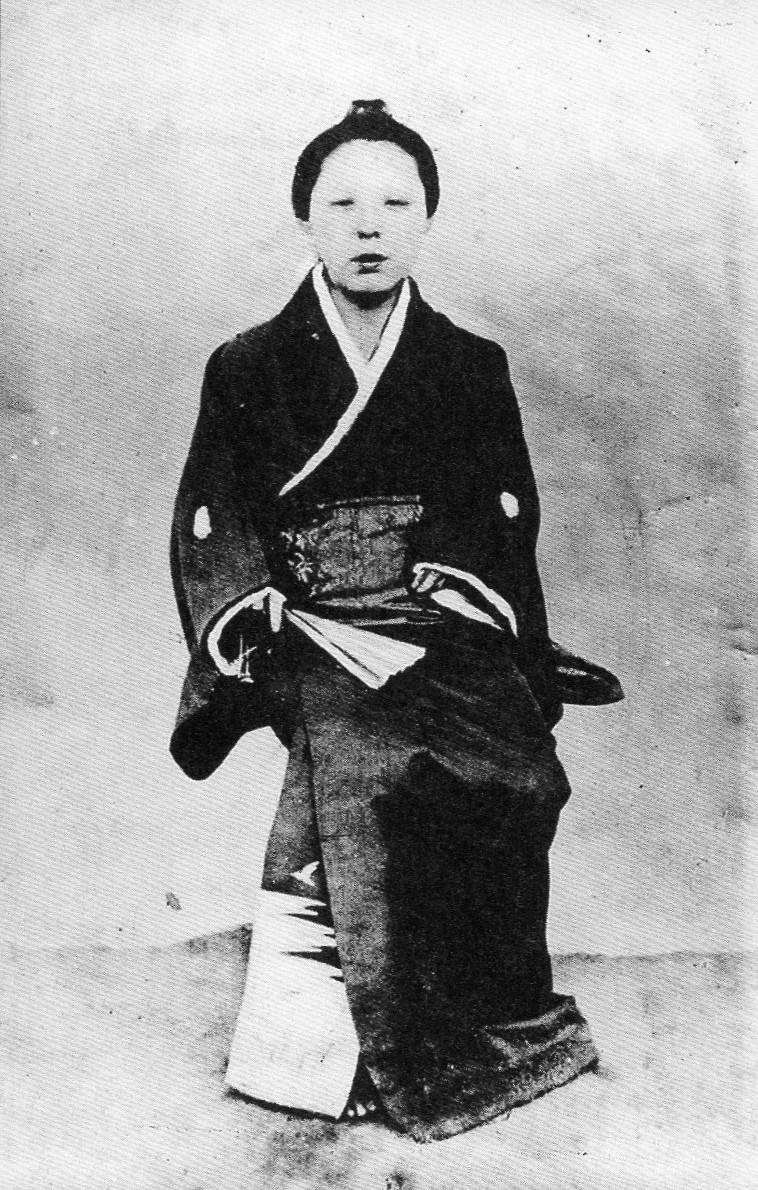
お登勢

お登勢（おとせ、文政12年（1829年）? -  明治10年（1877年）9月7日）は、幕末期の寺田屋の女将である。

## 略歴
近江国大津で旅館を経営していた大本重兵衛の次女として生まれた。18歳で、伏見南浜の船宿である寺田屋の第6代目主人寺田屋伊助の妻となり、一男二女をもうけた。夫伊助は放蕩者で、経営を悪化させたので、お登勢が代わりに寺田屋の経営を取り仕切り、姑の面倒も見ていた。伊助は（酒を飲みすぎとも言われるが）病に倒れて35歳で若死にしたが、お登勢はそのまま女将として家業を続けた。
寺田屋は薩摩藩の定宿であり、文久2年（1862年）には寺田屋騒動が起きて薩摩藩士が斬り合いを行なった際には、お登勢もその場にいて3歳の次女を竈に隠して帳場を守った。事件後、薩摩藩からの見舞金が入り、使用人に命じて即座に畳や襖を取り替えて、営業できるように整えたと言う。
お登勢は人の世話をすることを道楽としており、坂本龍馬をはじめとする幕府から睨まれていた尊皇攘夷派の志士たちを保護した。龍馬に託されたお龍は養女として扱い、お龍の母に仕送りまでしていた。
慶応2年1月24日（1866年3月10日）、寺田屋に滞在していた龍馬と三吉慎蔵が伏見奉行によって襲撃され捕えられそうなった遭難があり、薩摩藩と伏見奉行との間で軋轢が生れ、薩摩側のお登勢も幕府から目を付けられて、危険人物と見なされて牢に入れられかけたこともある。
明治10年（1877年）、死去。墓所は寺田屋に程近い伏見松林院。

## 逸話
- 龍馬が彼女に宛てた手紙の多くは、彼女に頼み事や泣き草を聞いてもらうようなものが多いことで知られる。

- 殿井力（お登勢長女） 「『私は坂本龍馬から承って来た、何藩の浪人だが旅用がないから少々借用したい』、『私は陸奥陽之助の友人じゃが、実は内々江戸の様子を探りに往く、路銀に乏しいから今夜は特別に一泊さして呉れ』などと引切りなしに来られるのを、一度も謝絶したことはなく出来るだけのお世話を致しました」[1]

## 関連作品
映画
- 山田五十鈴：映画『満月三十石船』（1952年)
- 淡島千景：映画『螢火』（1958年）
- 松金よね子：映画『幕末純情伝』（1991年）

テレビドラマ
- 森光子：NHK大河ドラマ『竜馬がゆく』（1968年）
- 市原悦子：NHK大河ドラマ『勝海舟』（1974年）
- 岸恵子：NLT『竜馬が愛した女』（1974年）
- 范文雀：NTV『俺たちの明日』（1980年）
- 淡島千景：テレビ東京『竜馬がゆく』（1982年）
- 浅茅陽子：TBS『坂本龍馬』（1989年）
- 池上季実子：TBS『竜馬がゆく』（1997年）
- 若村麻由美：テレビ東京『竜馬がゆく』（2004年）
- 戸田恵子：NHK大河ドラマ『新選組!』（2004年）
- 草刈民代：NHK大河ドラマ『龍馬伝』（2010年）
- 室井滋：TBS『JIN-仁-（完結編）』（2011年）
- 矢吹春奈：テレビ朝日『古舘トーキングヒストリー 〜幕末最大の謎 坂本龍馬暗殺、完全実況〜』（2019年）

舞台
- 水谷八重子：劇団新派『寺田屋お登勢』（1968年）
- 淡島千景：明治座『京の螢火〜お登勢と竜馬〜』（1971年）
- 黒木瞳：明治座『京の螢火』（2017年）

漫画
- 『お～い!竜馬』（原作：武田鉄矢、作画：小山ゆう）
- 『竜馬がゆく』（原作：司馬遼太郎、漫画：鈴ノ木ユウ）